# Convergència antàrtica

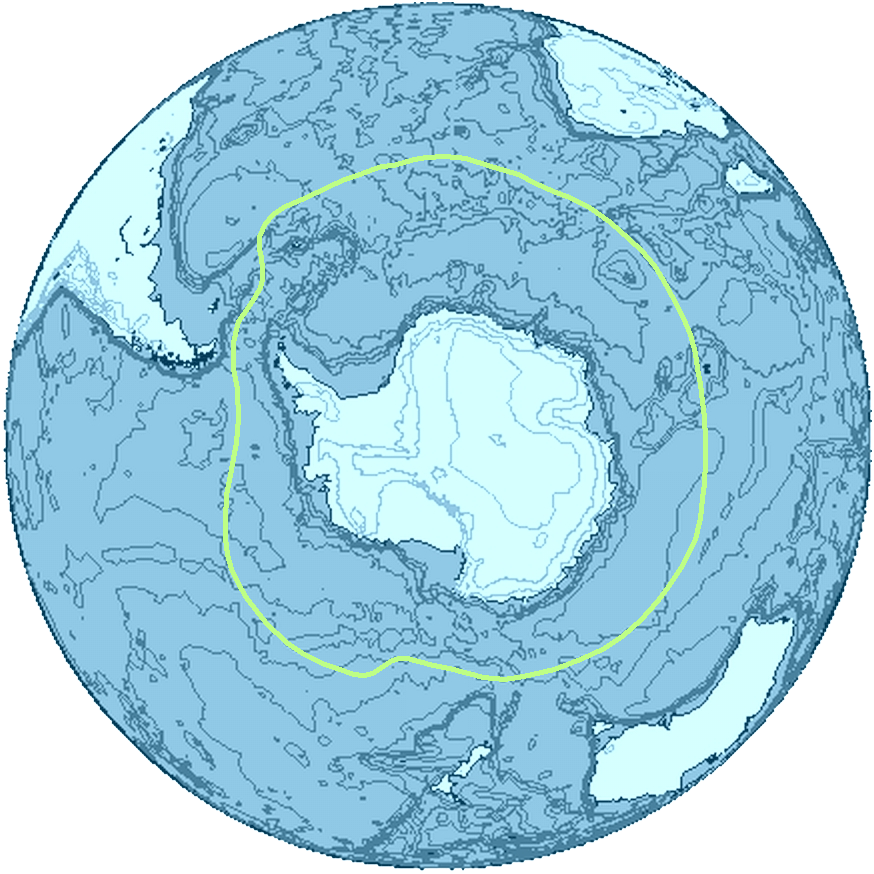
La regió polar austral.

La convergència antàrtica (també coneguda com a zona frontal polar antàrtica o zona de convergència antàrtica) és una línia que envolta l'Antàrtida on les aigües fredes de l'oceà Antàrtic que flueixen cap al nord s'enfonsen sota les aigües relativament tèbies de la zona subantàrtica. La línia és actualment una zona d'aproximadament 32-48 km d'amplada, que s'endinsa cap al nord en algunes regions més que en altres, en direcció dels oceans Pacífic, Atlàntic i Índic, cap als 55° de latitud sud, entre els paral·lels 48° i 61° de latitud sud. S'estén per la banda nord del corrent Circumpolar, que separa les aigües fredes antàrtiques de les més temperades pròpies de latituds mitjanes.
La ubicació precisa d'aquesta línia en determinat lloc i moment s'evidencia pel sobtat canvi de la temperatura de la superfície de l'aigua, amb mitjanes de 2,8 °C a 5,5 °C. Encara que aquesta zona és mòbil, normalment no s'allunya més de mig grau de latitud de la seva ubicació mitjana.
Aquesta línia, com la línia arbrada, a l'hemisferi nord, és un límit natural i no un de convencional. No només separa dos regions hidrològiques, sinó que també separa àrees de diferents associacions de vida marina i climes diferents. Les illes Shetland del Sud, les Òrcades del Sud, les Geòrgia del Sud, Sandwich del Sud, l'illa Bouvet, l'illa Heard i l'illa McDonald estan al sud de la convergència. Les illes Kerguelen estan aproximadament en la convergència. Les Malvines, les illes del Príncep Eduard, Crozet i Macquarie queden al nord de la convergència.
En aquesta zona, la temperatura de la superfície oceànica pot variar fins a 5 °C a pocs metres de profunditat. Aquestes aigües, fredes i riques en nutrients, són especialment productives en els llargs i assolellats dies característics de la primavera i l'estiu antàrtic. L'energia solar en els mars antàrtics produeix gran quantitat d'algues flotants, anomenades fitoplàncton. El krill, conjunt de diverses espècies de crustacis marins que integren el zooplàncton, s'alimenta de fitoplàncton. Pràcticament la resta de les espècies marines, inclosos pingüins, foques i balenes, s'alimenten de krill.